# Cristiano de Freitas Castro
Cristiano de Freitas Castro (Ponte Nova,) foi um político brasileiro do estado de Minas Gerais. Foi deputado estadual em Minas Gerais, pelo PR, durante o períodos de 1955 a 1963 (3ª e 4ª legislaturas). Atuou como deputado na suplência do legislativo mineiro na legislatura seguinte (1963-1967), também pelo PR.

Cristiano Castro era filho do deputado José Felipe e genro do ex-presidente Artur Bernardes